# Андрієнко Денис Андрійович
Денис Андрійович Андрієнко (* 12 квітня 1980, Євпаторія) — український футболіст, півзахисник. Завершив кар'єру гравця.

## Біографія
Вихованець кримського футболу, займався у спортивній секції у рідній Євпаторії, згодом — у сімферопольському спортінтернаті. 1997 року провів декілька ігор у складі сакського «Динамо», після чого уклав контракт з головною командою півострова — «Таврією». У вищій лізі чемпіонату України дебютував 8 червня 1998 року у грі «Таврії» проти київського «Динамо» (поразка 0:3). Другу половину 1999 року перебував в оренді у «Титані» з Армянську.
2001 року лишає Крим та переїздить до Донецька, де захищає кольори місцевого «Металурга». 2002 рік проводить в орендах — спочатку в олександрійській «Поліграфтехниці», а згодом у російському клубі «СКА-Енергія» з Хабаровська.
У 2003—2004 грає у складі криворізького «Кривбасу», звідки влітку 2004 року переходить до дніпропетровського «Дніпра». Повертається до Кривого Рогу на правах оренди на початку 2009 року. По завершенні терміну оренди на початку 2011 року повертається до «Дніпра», заявлений до складу команди клубу у першості України серед молодіжних команд.

## Досягнення
- Бронзовий призер чемпіонату України: 2001–2002.